# Bergüzar Korel
Bergüzar Gökçe Korel Ergenç (pronunție în turcă [beɾɟyˈzaːɾ koˈrel]) (n. 30 aprilie 1970 în Istanbul, Turcia) este o actriță de origine  turcă și fotomodel. Este cunoscută pentru rolurile sale principale din serialul ,,1001 de nopți" (Binbir Gece) și ,,Patria mea ești tu!" interpretând rolul principal al infirmierei Azize. Aceasta este căsătorită cu actorul Halit Ergenç și au copil împreună pe nume Ali. De asemenea actrița a câștigat două premii importante în cariera sa pentru cea mai bună actriță în rol principal printre care Premiile Fluturele de Aur (Altın Kelebek Ödülleri) 2006 pentru rolul său din ,,1001 de Nopți (Binbir Gece)" și în 2013 pentru rolul din serialul Karadayı.

## Filmografie

### Filme
| An   | Titlu               | Rol   | Note |
| ---- | ------------------- | ----- | ---- |
| 1999 | Șen Olasın Ürgüp    |       |      |
| 2006 | Kurtlar Vadisi Irak | Leyla |      |
| 2009 | Așk Geliyorum Demez | Gozde |      |

### Televiziune
| An        | Titlu                        | Rol                          | Note                       |
| --------- | ---------------------------- | ---------------------------- | -------------------------- |
| 1998      | Kırık Hayatlar               |                              |                            |
| 2001      | Cemalım                      | Suna                         |                            |
| 2005      | Zeytin Dalı                  | Iklim                        |                            |
| 2006      | Emrah Adak                   |                              |                            |
| 2006–2009 | 1001 de Nopți (Binbir Gece)  | Șehrazat Evliyaoğlu          | Rol principal              |
| 2010–2011 | Bitmeyen Șarkı               | Feraye                       | Rol principal              |
| 2011      | Suleyman Magnificul (serial) | Signora Monica Teresa Gritti | Rol special apariție cameo |
| 2012–2015 | Karadayı                     | Feride Șadoğlu               | Rol principal              |
| 2016      | Patria mea ești tu!          | Azize                        | Rol principal              |

### Prezentatoare
- 2009 – Bergüzarla Çocuktan Al Haberi

## Premii
| An   | Ceremonie                                        | Premiu                                | Film/Serial                           |
| ---- | ------------------------------------------------ | ------------------------------------- | ------------------------------------- |
| 2006 | Altin Kelebek (Premiile Fluturele de Aur)        | Cea mai bună Actriță în rol principal | 1001 de Nopți (Binbir Gece)           |
| 2007 | RTGD - (Asociația de Radio și Televiziune Turcă) | Premiu de celebriate TV               | 1001 de Nopți (Binbir Gece)           |
| 2008 | Zodiac Schools                                   | Actrițe de Succes                     | 1001 de Nopți (Binbir Gece)           |
| 2010 | Lion Max                                         | Cel mai bun program pentru Copii      | Premiul de cea mai bună prezentatoare |
| 2012 | Premiile Radio Turcia                            | Cea mai bună Actriță în rol principal | Karadayı                              |
| 2012 | RTGD - (Radio Television Press Association)      | Actriță anului                        | Karadayı                              |
| 2012 | Ayakli Gazette Premiile Gazetare                 | Cea mai bună Actriță de drame         | Karadayı                              |
| 2012 | YBTB                                             | Actriță anului                        | Karadayı                              |
| 2013 | Altin Kelebek (Premiile Fluturele de Aur)        | Cea mai bună Actriță în rol principal | Karadayı                              |
| 2013 | Ayakli Gazette' Newspaper Awards                 | Cea mai bună Actriță în rol principal | Karadayı                              |
| 2013 | Radio Television Media Oscars                    | Cea mai bună Actriță în rol principal | Karadayı                              |
| 2013 | Golden Lion Awards                               | Cea mai bună Actriță în rol principal | Karadayı                              |
| 2013 | Altin (Golden) Objektif Awards                   | Cea mai bună Actriță în rol principal | Karadayı                              |
| 2013 | Quality Awards                                   | Cea mai bună Actriță în rol principal | Karadayı                              |
| 2013 | Engelsiz Yasam Vakfi Awards                      | Cea mai bună Actriță în rol principal | Karadayı                              |
| 2013 | Yerel Ve Bolgessel                               | Cea mai bună Actriță în rol principal | Karadayı                              |
| 2014 | Yildiz Teknik University Awards                  | Cea mai bună Actriță în rol principal | Karadayı                              |
| 2014 | Quality Magazine Awards                          | Cea mai bună Actriță în rol principal | Karadayı                              |
| 2014 | Ayakli Gazette Newspaper Awards                  | Cea mai bună Actriță în rol principal | Karadayı                              |
| 2014 | Halic University Awards                          | Cea mai bună Actriță în rol principal | Karadayı                              |
| 2015 | Bilkent Television Awards                        | Cea mai bună Actriță în rol principal | Karadayı                              |
| 2015 | Altin Objektif Awards                            | Cea mai bună Actriță în rol principal | Karadayı                              |